# Деревеньки (Курская область)
Деревеньки — посёлок станции в Льговском районе Курской области России. Входит в Вышнедеревенский сельсовет.

## География
Станция находится в 36 км от российско-украинской границы, в 63 км к юго-западу от Курска, в 16 км к юго-востоку от районного центра — города Льгов, в 6 км от центра сельсовета — села Вышние Деревеньки.
Климат
Деревеньки, как и весь район, расположены в поясе умеренно континентального климата с тёплым летом и относительно тёплой зимой (Dfb в классификации Кёппена).
Часовой пояс
Станция Деревеньки, как и вся Курская область, находится в часовой зоне МСК (московское время). Смещение применяемого времени относительно UTC составляет +3:00.

## Население
| 2002 | 2010 |
| ---- | ---- |
| 97   | ↘61  |

## Инфраструктура
Личное подсобное хозяйство. В посёлке 42 дома.

## Транспорт
Деревеньки находится в 8,5 км от автодороги регионального значения 38К-017 (Курск — Льгов — Рыльск — граница с Украиной), в 5 км от автодороги 38К-024 (Льгов — Суджа), на автодорогe межмуниципального значения 38Н-443 (38К-024 — Вышние Деревеньки — Дурово-Бобрик), возле ближайшего (закрытого) ж/д остановочного пункта Деревеньки (линия Льгов I — Подкосылев).
В 129 км от аэропорта имени В. Г. Шухова (недалеко от Белгорода).